# القرين (الأحساء)
القرين هِيَ قرية تُتبَعُ لِمُحافظة الأحساء في المِنطقة الشرقيَّة في المَملكة العربيَّة السعوديَّة.

## الموقع
تَقعُ قَرية القرين شمالَ مُحافظة الأحساء، وتبعدُ عن مدينة الهفوف بثماني كيلومتراتٍ، وتَتَواجدُ بالقُرب مِن الشعبة وقرية جليجلة.

## المدارس
- مدرسة الابتدائية الأولى والثانية للبنات.[2]
- مدرسة القرين المُتوسِّطة.
- المدرسة المتوسطة الأولى للبنات.
- مدرسة القرين الثَّانويَّة.
- مدرسة القرين الثَّانويَّة (بنات).

## المساجد
- مسجد الإمام الحسين بن علي.[2]
- مسجد أباذر الغفاري.
- مسجد الشيخ محمد بن أحمد الحليمي
- مسجد الإمام الحسين.
- جامع الصديقة الزهرة.
- مسجد الحسن.
- مسجد ام مازن التاريخي.